# Коњевићи (Горажде)
Коњевићи је насељено мјесто у граду Горажду, Босна и Херцеговина.

## Становништво
|             | 2013.       | 1991.        | 1981.         | 1971.        |
| Укупно      | 47 (100,0%) | 101 (100,0%) | 114 (100,0%)  | 123 (100,0%) |
| Бошњаци     | 47 (100,0%) | 86 (85,15%)1 | 101 (88,60%)1 | 99 (80,49%)1 |
| Срби        | –           | 14 (13,86%)  | 13 (11,40%)   | 24 (19,51%)  |
| Југословени | –           | 1 (0,990%)   | –             | –            |

1. 1 На пописима од 1971. до 1991. Бошњаци су пописивани углавном као Муслимани.